# Pedres d'Ardre

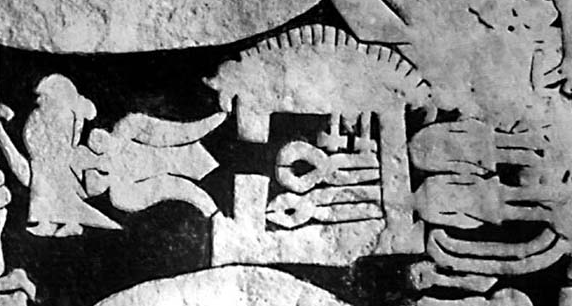
Detall d'imatges de la pedra VIII d'Ardre.

Les pedres d'Ardre són una col·lecció de deu esteles decorades de l'era vikinga, datades entre els segles viii i el xi. Van ser utilitzades com a paviment sota el terra de fusta de l'església d'Ardre, a Gotland (Suècia) i van ser descobertes durant una restauració el 1900. Actualment es conserven al Museu Nacional d'Antiguitats de Suècia, a Estocolm.
La més gran i famosa de les pedres és la pedra VIII, datada del segle VIII o IX, que mostra escenes de la mitologia nòrdica, en particular del Völundarkvida, Thor pescant per a Jormungand, el càstig de Loki per la mort de Bàlder, i Odin cavalcant al Valhalla damunt de Sleipnir.